# Lorgnet
Lorgnet er briller som brugeren holder op for øjnene ved hjælp af en stang. Ordet kommer fra fransk lorgnette der betyder lille kikkert.  Der findes også en stanglorgnet der holdes i en stang. At "lorgnettere" betyder at man betragter noget gennem en lorgnet.